# دماغه کاد

نقشه ایالت ماساچوست و شهرستان بارنستیبل که دماغه کاد در آن قرار دارد.

دماغه کاد (به انگلیسی: Cape Cod)  که در محل به آن معمولاً «the Cape» می‌گویند دماغه‌ای است در شرقی‌ترین قسمت ایالت ماساچوست واقع در شمال شرقی ایالات متحده. 
دماغه کاد در اصل شبه جزیره بوده‌است که امروزه کانالی که آن را از خشکی اصلی جدا می‌کند آن را به صورت یک جزیره درآورده است. 
بر روی این کانال دو پل برای جاده و پلی نیز برای گذر راه آهن ساخته شده‌است. اروپایی‌ها در اوایل سده ۱۷ یعنی زمانی که هنوز از استعمار منطقه خبری نبود نام «ماهی روغن» را به این شبه جزیره دادند. در آن زمان هم در نیوفاندلند و هم در دماغه کاد منابع بسیار غنی از ماهی روغن وجود داشت و هر ساله ناوگان‌های ماهیگیری بزرگی از اروپا به اینجا |می‌آمد. بعدها، برخی از ماهیگیران در طول سال در این منطقه مستقر و ماندگار شدند. امروزه هنوز ماهیگیری تجاری در آب‌های این دماغه وجود دارد اما این صنعت به دلیل صید بی‌رویه ماهی روغن با دشواری روبه‌رو شده‌است. زیست‌شناسان دریایی حتی از احتمال برگشت‌ناپذیر بودن جمعیت ماهی‌های روغن در این آب‌ها سخن می‌گویند.
امروزه بیشتر درآمد منطقه دماغه کاد از گردشگری، از جمله از طریق جذب گردشگران بسیاری از نیویورک و بوستون به سواحل شنی گسترده این دماغه در تابستان است. محصولات معروف دماغه کاد، زغال‌اخته، صدف و خرچنگ هستند.
دماغه کاد زمانی که یخچال‌های طبیعی عصر یخ عقب‌نشینی می‌کردند به عنوان یک دشت یخ‌رُفته‌ای تشکیل شد که از آن این شبه جزیره در اقیانوس اطلس به‌جا مانده‌است.